# آلفردو پیان
آلفردو پیان (انگلیسی: Alfredo Pián؛ زادهٔ ۲۱ اکتبر ۱۹۱۲ در لاس روزاس، سانتافه – درگذشتهٔ ۲۵ ژوئیهٔ ۱۹۹۰) رانندهٔ مسابقات اتومبیل‌رانی فرمول یک اهل آرژانتین بود.

## نتایج کامل در مسابقات جهانی فرمول یک
(کلید)
| سال  | شرکت‌کننده           | شاسی               | موتور         | ۱        | ۲           | ۳   | ۴     | ۵     | ۶      | ۷       | قهرمانی رانندگان | امتیاز |
| ---- | ------------------- | ------------------ | ------------- | -------- | ----------- | --- | ----- | ----- | ------ | ------- | ---------------- | ------ |
| ۱۹۵۰ | اسکودریا آشیل وارزی | مازراتی ۴سی‌ال‌تی/۴۸ | مازراتی ۴-خطی | بریتانیا | موناکو ع.ش. | ۵۰۰ | سوئیس | بلژیک | فرانسه | ایتالیا | ر.ن.             | ۰      |